# Орден Омана
Орден Омана (Wisam al-Oman) — второй по старшинству орден Омана.

## Общие сведения
Орден Омана был учреждён султаном Омана Кабусом бен Саидом 23 июля 1970 года в двух разрядах, военном и гражданском в ознаменование обретения окончательного суверенитета от британского протектората. В 1976 году в статут награды вносились изменения. В 1982 году к ним был добавлен особый, высший класс «Особо почётный орден Омана» (Wisam Al-Sharif Al-Oman) для вознаграждения за особые заслуги перед государством и султаном. 

## Классы
Гражданский и военный разряды имеют каждый по 5 классов:
- Возвышенный – знак ордена на орденской цепи, знак ордена на широкой чрезплечной ленте и звезда ордена на левой стороне груди.
- 1 класс – знак ордена на широкой чрезплечной ленте и звезда ордена на левой стороне груди.
- 2 класс – знак ордена на чрезплечной ленте и звезда ордена на левой стороне груди.
- 3 класс – знак ордена на шейной ленте и звезда на левой стороне груди.
- 4 класс – знак ордена на шейной ленте.

## Описание

### Возвышенный
Знак ордена — шестиконечная звезда с лилиевидными лучами белой эмали для гражданского разряда и красной эмали — для военного, при этом у звезды гражданского разряда между лучами штралы в виде полумесяцев, у военного разряда — в виде государственного герба Омана. В центре круглый медальон с каймой зелёной эмали. В медальоне буква «О» инкрустированная бриллиантами, внутри которой по серебряному матированному полю выступающая надпись на арабском языке вписанная в круг. На кайме сверху и снизу надпись на арабском языке. Знак при помощи переходного звена в виде лаврового листа крепится к орденской цепи или к орденской ленте.
Звезда ордена аналогична знаку но большего размера, при этом кайма по краю знака инкрустирована бриллиантами.
Орденская цепь состоит из звеньев, соединённых между собой двойными цепочками. Звенья двух типов: в виде буквы «О» и в виде арабески.

Знак ордена гражданского разряда на цепи
Звезда возвышенного ордена гражданского разряда

### 1 класс
Знак ордена – золотая шестиконечная звезда с лилиевидными лучами белой эмали, шариками на концах и двугранными заострёнными штралами между лучей. В центре звезды овальный медальон формируемый букву «О» красной эмали с внутренним пространством заполненным зелёной эмалью. В гражданском разряде внутри медальона серебряный полумесяц рогами вверх, в военном разряде – серебряный герб Омана. Знак при помощи декоративного звена в виде лаврового листа крепится к орденской ленте.
Звезда ордена шестиконечная с лилиевидными лучами белой эмали для гражданского разряда и красной эмали – для военного, при этом у звезды военного разряда между лучами штралы в виде государственного герба Омана. В центре круглый медальон с каймой зелёной эмали. В медальоне буква «О» красной эмали, внутри которой по серебряному матированному полю выступающая надпись на арабском языке вписанная в круг. На кайме сверху и снизу надпись на арабском языке.

### 2-5 классы
Знак ордена – золотая пятиконечная звезда с лилиевидными лучами белой эмали и шариками на концах. В центре звезды овальный медальон формируемый букву «О» красной эмали с внутренним пространством заполненным зелёной эмалью. В гражданском разряде внутри медальона серебряный полумесяц рогами вверх, в военном разряде – серебряный герб Омана. Знак при помощи декоративного звена в виде лаврового листа крепится к орденской ленте.
Звезда ордена шестиконечная с лилиевидными лучами белой эмали для гражданского разряда и красной эмали – для военного, при этом у звезды военного разряда между лучами штралы в виде государственного герба Омана. В центре круглый медальон с каймой зелёной эмали. В медальоне буква «О» красной эмали, внутри которой по серебряному матированному полю выступающая надпись на арабском языке вписанная в круг. На кайме сверху и снизу надпись на арабском языке.

Звезда ордена гражданского разряда
Звезда ордена военного разряда

Орденская лента шёлковая муаровая:
- Особо почётный орден Омана —красного цвета с полосками зелёного цвета по краям.
- Гражданский разряд — красного цвета с зелёными полосками (количество полос определяется классом ордена)
- Военный разряд — синего цвета с красными полосками (количество полос определяется степенью ордена).

В комплект ордена помимо знака, звезды и ленты входят миниатюра и орденская планка:
| Орденские планки           | Орденские планки | Орденские планки | Орденские планки | Орденские планки | Орденские планки |
| -------------------------- | ---------------- | ---------------- | ---------------- | ---------------- | ---------------- |
| Особо почётный орден Омана |                  |                  |                  |                  |                  |
|                            | Возвышенный      | Первый класс     | Второй класс     | Третий класс     | Четвёртый класс  |
| Гражданский разряд         |                  |                  |                  |                  |                  |
| Военный разряд             |                  |                  |                  |                  |                  |

## Галерея
- Военный орден Омана Архивная копия от 14 марта 2012 на Wayback Machine
- Награды мира Архивная копия от 13 июля 2018 на Wayback Machine
- ORDERS AND DECORATIONS OMAN Архивная копия от 31 октября 2013 на Wayback Machine
- Орденские ленты высших наград Омана Архивная копия от 9 января 2015 на Wayback Machine